# Łuczajka (rejon głębocki)
Łuczajka (biał. Лучайка; ros. Лучайка) – wieś na Białorusi, w obwodzie witebskim, w rejonie głębockim, w sielsowiecie Zalesie.
Dawniej używane nazwy – Łuczajka Mała, Łuczajka Łopacka, Łuczajka Nosyrska

## Historia
W czasach zaborów wieś prywatna w gminie Zaleś w powiecie dzisieńskim, w guberni wileńskiej Imperium Rosyjskiego. W 1866 we wsi zamieszkiwało 98 osób w 8 domach.
W latach 1921–1945 wieś leżała w Polsce, w województwie wileńskim, w powiecie dziśnieńskim, w gminie Zalesie.
Według Powszechnego Spisu Ludności z 1921 roku zamieszkiwało tu 93 osoby, 24 było wyznania rzymskokatolickiego, 69 prawosławnego. Jednocześnie 44 mieszkańców zadeklarowało polską a 49 białoruską przynależność narodową. Były tu 23 budynki mieszkalne. W 1931 w 23 domach zamieszkiwało 109 osób.
Wierni należeli do parafii rzymskokatolickiej w Łużkach i parafii prawosławnej w Zalesiu. Miejscowość podlegała pod Sąd Grodzki w Łużkach i Okręgowy w Wilnie; właściwy urząd pocztowy mieścił się w Zalesiu.
W wyniku napaści ZSRR na Polskę we wrześniu 1939 miejscowość znalazła się pod okupacją sowiecką. 2 listopada została włączona do Białoruskiej SRR. Od czerwca 1941 roku pod okupacją niemiecką. W 1944 miejscowość została ponownie zajęta przez wojska sowieckie i włączona do Białoruskiej SRR.
Od 1991 w składzie niepodległej Białorusi.